# Veelvertakte zeedraad
De veelvertakte zeedraad (Obelia dichotoma) is een hydroïdpoliep uit de familie Campanulariidae. De poliep komt uit het geslacht Obelia. Obelia dichotoma werd in 1758 voor het eerst wetenschappelijk beschreven door Carl Linnaeus.

## Beschrijving
De veelvertakte zeedraad is over het algemeen een kolonievormende hydroïdpoliep, hoewel deze soort af en toe onvertakt en solitair voorkomt. De koloniale vorm varieert van groot, rechtopstaand en los waaiervormig of langwerpig tot 35 cm hoog, tot kort en bossig of onvertakt tot 5 cm hoog. Waaiervormige kolonies hebben stengels met afwisselende takken van de eerste orde die bijna dezelfde lengte hebben als de stengels zelf en geven aanleiding tot takken van de tweede orde die op hun beurt takken van de derde orde dragen. 
De hoofdstelen (stoloon) zijn slank, aanvankelijk monosifonisch, maar verdikken met de leeftijd om polysifonisch te worden. De stengels en takken hebben een licht zigzaggend uiterlijk en zijn op de knopen gemarkeerd met drie tot vier stempels. Het aantal annulaties op de knopen neemt toe tot 20 richting de basis van de kolonie. De kleur van de stengels is meestal lichtbruin. Het medusoïde stadium van deze hydroïdpoliep bestaat uit een platte, cirkelvormige, parapluvormige bel met korte marginale tentakels en is 0,25 - 0,6 cm breed.

## Verspreiding
De veelvertakte zeedraad komt bijna overal ter wereld voor in gematigde tot subtropische streken, in zowel zee- als zoetwater. Deze hydroidpoliep wordt onder andere gevonden aan beide kusten van de Verenigde Staten, de Middellandse Zee, rond Australië en de zuidpunt van Afrika.
Net als veel andere hydroïdpoliepen hechten de kolonies zich aan vaste structuren zoals palen, puin, zeewier, grassen en zeepokken op diepten van 25 tot 275 meter. O. dichotoma komt relatief weinig voor aan de open kust, zoals strandgebieden. 